# Janville-en-Beauce
Janville-en-Beauce es una comuna nueva francesa situada en el departamento de Eure y Loir, de la región de Centro-Valle del Loira.

## Historia
Fue creada el 1 de enero de 2019, en aplicación de una resolución del prefecto de Eure y Loir de 19 de diciembre de 2018 con la unión de las comunas de Allaines-Mervilliers, Janville y Le Puiset, pasando a estar el ayuntamiento en la antigua comuna de Janville.

## Población y sociedad
La evolución del número de habitantes se conoce a través de los censos de población que se realizan en el municipio desde su creación.
En 2017, la comuna contaba con 2 567 habitantes.

## Situación
Localización de Janville-en-Beauce y de las comunas limítrofas